# CFラージョ・マハダオンダ
CFラージョ・マハダオンダ, S.A.D.（スペイン語: Club de Fútbol Rayo Majadahonda, S.A.D.）は、スペイン・マドリード州マハダオンダに本拠地を置くサッカークラブ。2023-24シーズンはプリメーラ・フェデラシオンに所属している。

## 歴史
1976年にマドリード州マハダオンダに設立され、すぐにマドリード州サッカー連盟に登録された。1987年には初めてリーガ・エスパニョーラのテルセーラ・ディビシオン（4部）に昇格した。1997年には初めてセグンダ・ディビシオンB（3部）に昇格したが、すぐにテルセーラ・ディビシオンに降格している。2012年にアントニオ・イリオンドが監督に就任すると、2015年には再びセグンダ・ディビシオンBに昇格した。
2018年5月27日には昇格プレーオフでFCカルタヘナと対戦し、ロスタイムにおける相手のオウンゴールでFCカルタヘナを下して昇格を決定した。2018-19シーズンには初めてセグンダ・ディビシオン（2部）に在籍している。ホームスタジアムであるエスタディオ・セッロ・デル・エスピノはセグンダ・ディビシオンの開催基準を満たさないため、2018-19シーズン開幕から数試合はアトレティコ・マドリードのホームスタジアムであるワンダ・メトロポリターノをホームゲームに使用する。

## リザーブチーム
1997年にはリザーブチームが設立され、2000年から2011年まではマドリード州1部リーグ（全国5部相当）に在籍したが、3位だった2010-11シーズンを最終シーズンとし、2011年に解散した。2018年7月4日には既存のCDFトレス・カントスをリザーブチームとすることで合意に達した。CDFトレス・カントスはマハダオンダから北東に20キロメートルのマドリード州トレス・カントスに本拠地を置いており、2018-19シーズンのCDFトレス・カントスはテルセーラ・ディビシオン（4部）に所属している。

## 成績
| シーズン | 部  | ディビジョン   | 順位 | 国王杯    |
| -------- | --- | -------------- | ---- | --------- |
| 1976-77  | 8部 | テルセーラ     | 1位  |           |
| 1977-78  | 8部 | テルセーラ     | 12位 |           |
| 1978-79  | 8部 | テルセーラ     | 17位 |           |
| 1979-80  | 9部 | テルセーラ     | 1位  |           |
| 1980-81  | 8部 | テルセーラ     | 3位  |           |
| 1981-82  | 8部 | テルセーラ     | 1位  |           |
| 1982-83  | 7部 | セグンダ       | 1位  |           |
| 1983-84  | 6部 | プリメーラ     | 2位  |           |
| 1984-85  | 5部 | プレフェレンテ | 6位  |           |
| 1985-86  | 5部 | プレフェレンテ | 4位  |           |
| 1986-87  | 5部 | プレフェレンテ | 2位  |           |
| 1987-88  | 4部 | テルセーラ     | 5位  |           |
| 1988-89  | 4部 | テルセーラ     | 15位 |           |
| 1989-90  | 4部 | テルセーラ     | 14位 |           |
| 1990-91  | 4部 | テルセーラ     | 11位 |           |
| 1991-92  | 4部 | テルセーラ     | 5位  |           |
| 1992-93  | 4部 | テルセーラ     | 8位  | 1回戦敗退 |
| 1993-94  | 4部 | テルセーラ     | 11位 |           |
| 1994-95  | 4部 | テルセーラ     | 2位  |           |
| 1995-96  | 4部 | テルセーラ     | 1位  |           |
| 1996-97  | 4部 | テルセーラ     | 1位  |           |
| 1997–98  | 3部 | セグンダB      | 18位 |           |

| シーズン  | 部  | ディビジョン   | 順位 | 国王杯    |
| --------- | --- | -------------- | ---- | --------- |
| 1998-99   | 4部 | テルセーラ     | 20位 |           |
| 1999-2000 | 5部 | プレフェレンテ | 1位  |           |
| 2000–01   | 4部 | テルセーラ     | 1位  |           |
| 2001–02   | 4部 | テルセーラ     | 14位 | 予選敗退  |
| 2002–03   | 4部 | テルセーラ     | 4位  |           |
| 2003–04   | 3部 | セグンダB      | 20位 |           |
| 2004–05   | 4部 | テルセーラ     | 8位  |           |
| 2005–06   | 4部 | テルセーラ     | 9位  |           |
| 2006–07   | 4部 | テルセーラ     | 10位 |           |
| 2007–08   | 4部 | テルセーラ     | 12位 |           |
| 2008–09   | 4部 | テルセーラ     | 3位  |           |
| 2009–10   | 4部 | テルセーラ     | 9位  |           |
| 2010–11   | 4部 | テルセーラ     | 10位 |           |
| 2011–12   | 4部 | テルセーラ     | 11位 |           |
| 2012–13   | 4部 | テルセーラ     | 8位  |           |
| 2013–14   | 4部 | テルセーラ     | 7位  |           |
| 2014–15   | 4部 | テルセーラ     | 1位  |           |
| 2015–16   | 3部 | セグンダB      | 14位 | 1回戦敗退 |
| 2016–17   | 3部 | セグンダB      | 4位  |           |
| 2017–18   | 3部 | セグンダB      | 1位  | 1回戦敗退 |
| 2018–19   | 2部 | セグンダ       | 19位 | 3回戦敗退 |
| 2019-20   | 3部 | セグンダB      | 6位  | 2回戦敗退 |

| シーズン | 部  | ディビジョン   | 順位    | 国王杯    |
| -------- | --- | -------------- | ------- | --------- |
| 2020-21  | 3部 | セグンダB      | 4位/1位 | 1回戦敗退 |
| 2021-22  | 3部 | プリメーラRFEF | 4位     | ベスト32  |
| 2022-23  | 3部 | 連盟1部        | 14位    | 1回戦敗退 |
| 2023-24  | 3部 | 連盟1部        | 位      |           |

- 1シーズン - セグンダ・ディビシオン（2部）
- 3シーズン - プリメーラ・フェデラシオン（3部）
- 7シーズン - セグンダ・ディビシオンB（3部、2020-21シーズンをもって廃止）
- 25シーズン - テルセーラ・ディビシオン（4部）

## 歴代監督
- マノロ 2008-2009
- アルフレド・サンタエレナ 2022-2023

## 歴代所属選手
- 2002-2003  ダニ・エルナンデス
- 2007-2008  ダニ・ガルシア
- 2018  ニコラス・スキアッパカッセ
- 2018-  ルソ
- 2018-  エンツォ・フェルナンデス
- 2019-  アリストテレス・ロメロ

アトレティコ・マドリード時代にコパ・デル・レイを3度制したアンヘル・メヒアスは、晩年の1994年から1998年にCFラージョ・マハダオンダでプレーしてから現役引退した。ダニ・エルナンデスは2002年にCFラージョ・マハダオンダからデビューし、後にベネズエラ代表となった。スペイン代表歴にあるダニ・ガルシアは、2007-08シーズンにCFラージョ・マハダオンダでプレーした後に現役引退した。
リュカ・エルナンデスはユース時代の2005年から2007年にCFラージョ・マハダオンダの下部組織に在籍し、2007年にアトレティコ・マドリードの下部組織に移った。ロドリゴ・エルナンデスも幼少期にCFラージョ・マハダオンダの下部組織でプレーし、リュカ・エルナンデスと同じ2007年にアトレティコ・マドリードの下部組織に移った。ムニル・エル・ハダディはユース時代の2010年から2011年に、アトレティコ・マドリードの下部組織からCFラージョ・マハダオンダの下部組織にレンタルされていた。